# Kont
A Kont régi magyar személynév, ami az északi germán Knut, Knud névből származik. Jelentése: faj, fajta ill. előkelő származású.

## Rokon nevek
- Kund:[1] szintén az északi germán Knut, Knud névből származik. Jelentése: faj, fajta ill. előkelő származású.[3]

## Gyakorisága
Az 1990-es években a Kont és a Kund szórványos név, a 2000-es években nem szerepelnek a 100 leggyakoribb férfinév között.

## Névnapok
Kont
- július 16.[2]
- október 17.[2]

Kund
- május 29.
- szeptember 1.
- szeptember 25.

## Híres Kontok és Kundok
- Búvár Kund középkori lovag
- Hédervári Kont István – Egy Zsigmond király elleni nemesi lázadás vezetője.